# Musée de l’Armée
Das Musée de l’Armée (deutsch Armeemuseum) ist das zentrale Museum für Militärgeschichte in Frankreich und eines der bedeutendsten weltweit. Es wurde 1905 im Gebäudekomplex Hôtel des Invalides im 7. Pariser Arrondissement gegründet, indem es das damalige Artilleriemuseum mit dem Historischen Armeemuseum vereinigte.

## Geschichte
Die ursprünglichen militärgeschichtlichen Museen waren
- das 1795 gegründete Artilleriemuseum (Musée d’Artillerie)
- und das 1897 gegründete Historische Armeemuseum (Musée Historique de l’Armée).

Im Zuge der Französischen Revolution (1789) wurde zunächst das Artilleriemuseum errichtet. Unter der Regentschaft von Napoleon Bonaparte kam es zur Erweiterung der Bestände. 1871 zog es in den heute unter Denkmalschutz stehenden Gebäudekomplex Hôtel des Invalides an der Rue de Grenelle im 7. Pariser Arrondissement. Dieser wurde im 17. Jahrhundert auf Betreiben des französischen Königs Ludwig XIV. durch den Architekten Libéral Bruant errichtet. Im Anschluss an die Pariser Weltausstellung 1889 wurde ein weiteres Militärmuseum, das Historische Armeemuseum, aus der Taufe gehoben. Beide Einrichtungen fusionierten 1905 zum Armeemuseum.

## Bestand und Räumlichkeiten

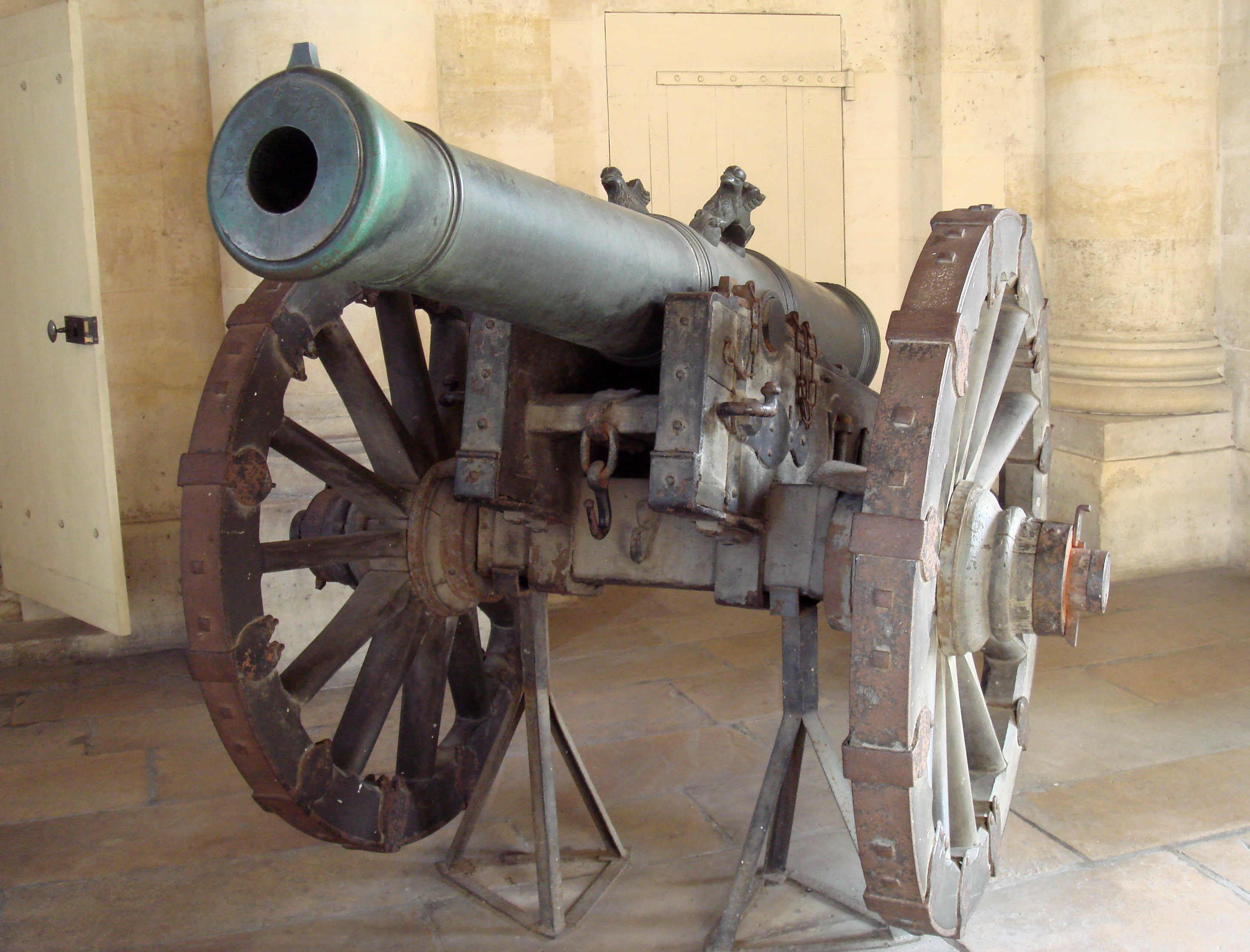
Gribeauval-Kanone (1780er Jahre)

Der militärhistorische Bestand umfasst über 500.000 Objekte vom Mittelalter bis zur Moderne, u. a. Fotos, Gemälde, Orden, Rüstungen, Skulpturen, Uniformen, Waffen. Das Museum bietet eine Ausstellungsfläche von ca. 8000 m². Als Dauerausstellung fungiert eine „historische Sammlung“, die auch die Zeit des Zweiten Weltkriegs mit einschließt. In den Wechselausstellungen werden verschiedene „thematische Sammlungen“ gezeigt. Zum Armeemuseum gehören folgende Ausstellungsgebäude und Räumlichkeiten:
- Der Invalidendom mit Grabmal Kaiser Napoleons I. und der Soldatenkirche,
- die klassischen französischen Kanonen im Ehrenhof,
- die alten Ausrüstungen und Waffen (vom 13. bis 17. Jahrhundert),
- der Ausstellungsbereich Ludwig XIV. bis Napoleon III. (von 1643 bis 1870),
- der Ausstellungsbereich der beiden Weltkriege (von 1871 bis 1990)
- und des Historial Charles de Gaulle.

### Französische Kanonen
Im Ehrenhof sind mehr als 200 Jahre französischer Artilleriegeschichte ausgestellt. Der Besucher kann die Anfänge der Gebrüder Keller und die klassischen französischen Kanonen betrachten. Ab Mitte des 17. Jahrhunderts lösten die Modelle Gribeauvals und später Valées die ursprüngliche Feldartillerie ab. Auch zu sehen sind Mörser und Haubitzen, die während der Koalitionskriege hergestellt wurden.

### Alte Rüstungen und Waffen
Eine der weltweit größten Waffen-Sammlungen befindet sich im hiesigen Ausstellungsbereich. Vor dem Rundgang werden zunächst im Königssaal die „Sammlungen der Krone“ (Ludwig XIV.) präsentiert. Daran schließt sich der Saal des Mittelalters an, der mit diversen Kriegswaffen, beginnend in der feudalistischen Zeit, gefüllt ist. Der Saal Ludwig XIII. umreißt mit seinen Exponaten Frankreichs Kriege im 16. und 17. Jahrhundert und in einem extra Kabinett ottomanische Sammlungen gleicher Art. Neben der Themengalerie des Arsenals und den „Ritterlichen Lebensweisen“, inklusive der Jagd und des Turniers stößt der Besucher auf verschiedene thematische Sammlungen (Orientalische Kabinette, Kabinett der Großbüchsen und Europa-Saal). Das letztgenannte Kabinett schließt Deutschland und Italien mit ein.

### Vom Ancien Régime zum Zweiten Kaiserreich
Chronologisch wird die Zeit von Ludwig XIV. bis Napoleon III. aufbereitet. Anfangs das Ancien Régime, das durch die Französische Revolution beseitigt wurde. In der Folge führt Napoleon Bonaparte seine Koalitionskriege und unterwirft Anfang des 19. Jahrhunderts große Teile Europas. Er wird schließlich in der Schlacht bei Waterloo geschlagen. Nach der Zeit der Restauration münden die Entwicklungen in Mitteleuropa im Deutsch-Französischen Krieg, dessen Ergebnis das Zweite Kaiserreich beendete. Der Museumsgast wird an die beschriebenen Themen durch historische Ausstellungsstücke wie Gemälde, Medaillen und Musikinstrumente herangeführt.

### Die beiden Weltkriege
Dieser Bereich der Ausstellung bringt die beiden großen Weltkriege des 20. Jahrhunderts näher. Dazu dienen mehrere Räumlichkeiten mit zahlreichen Gegenständen: Saal Elsass-Lothringen (ab 1871: Restrukturierung nach der Niederlage im Deutsch-Französischen Krieg),  Saal Joffre (1914: Kolonialmacht Frankreich und Attentat von Sarajevo), Saal Poilus (1915–1917: Erster Weltkrieg im Überblick),  Saal Foch (1918: Deutsche Frühjahrsoffensive und Waffenstillstand von Compiègne), Saal Leclerc (1939–1942: Westfeldzug, Vichy-Regime und Formung der Forces françaises libres), Saal Juin (1942–1944: Résistance) und Saal Lattre (1944/45: Operation Neptune (D-Day) und das Ende des Zweiten Weltkrieges in Form der Bedingungslosen Kapitulation der Wehrmacht)

### Historial Charles-de-Gaulle
Beim Historial Charles-de-Gaulle handelt es sich um einen audiovisuellen Raum mit mehr als 400 Dokumenten, u. a. Fotos, Landkarten und Plakate. Beginnend mit einem biografischen Film über den General und Staatsmann Charles de Gaulle, Widerstandskämpfer, Gründer der Fünften Republik und Staatspräsident von 1959 bis 1969, werden im „Gang des Jahrhunderts“ wichtige Persönlichkeiten des 20. Jahrhunderts vorgestellt. Die daran anschließende Dauerausstellung zeigt de Gaulles wichtigste Stationen.

## Ausstellungen
- 2022: Photography at war
- 2017: France - Allemagne (s) - La guerre, la commune, les mémoires. Katalog.[1]

## Exponate

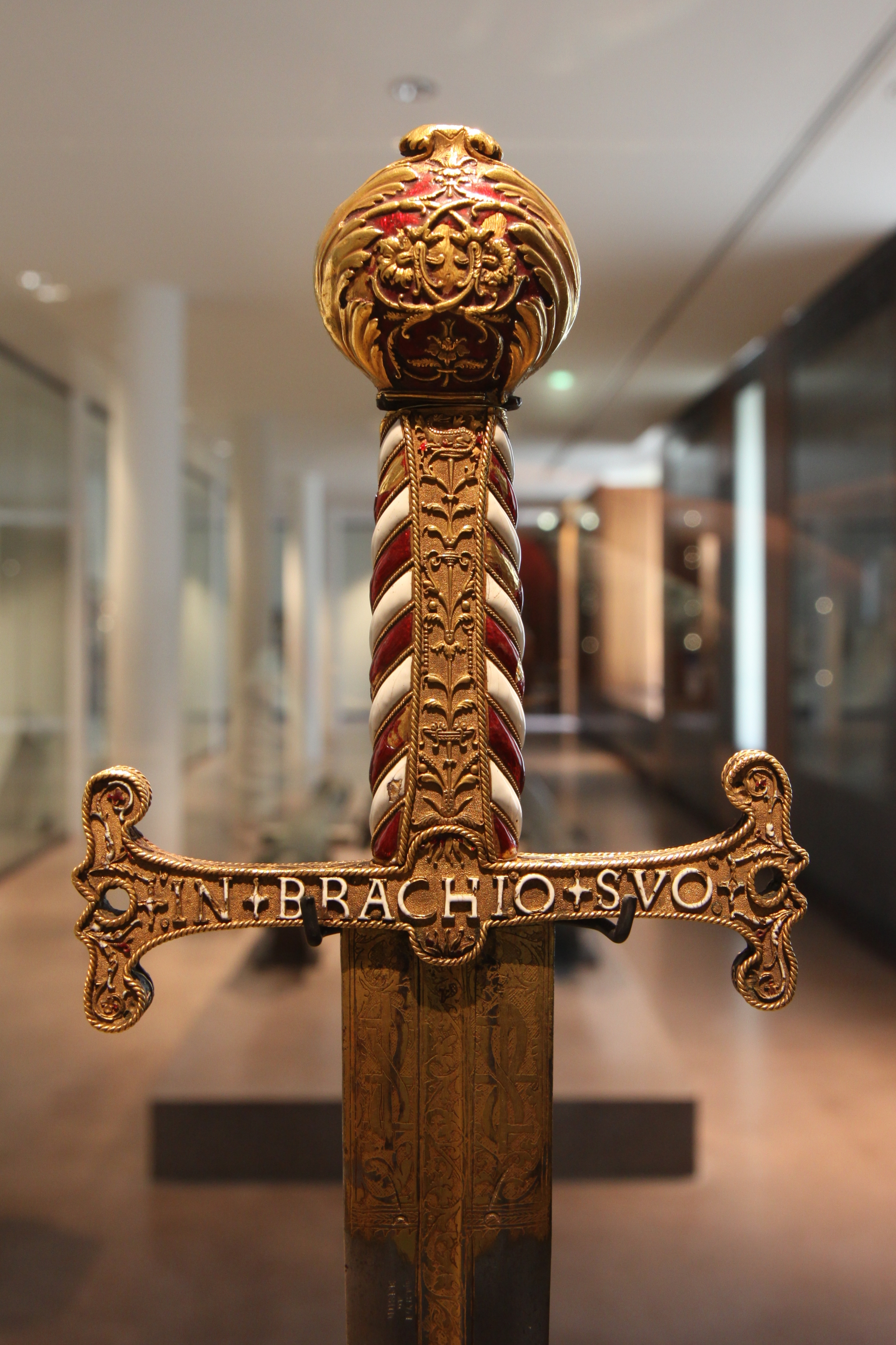
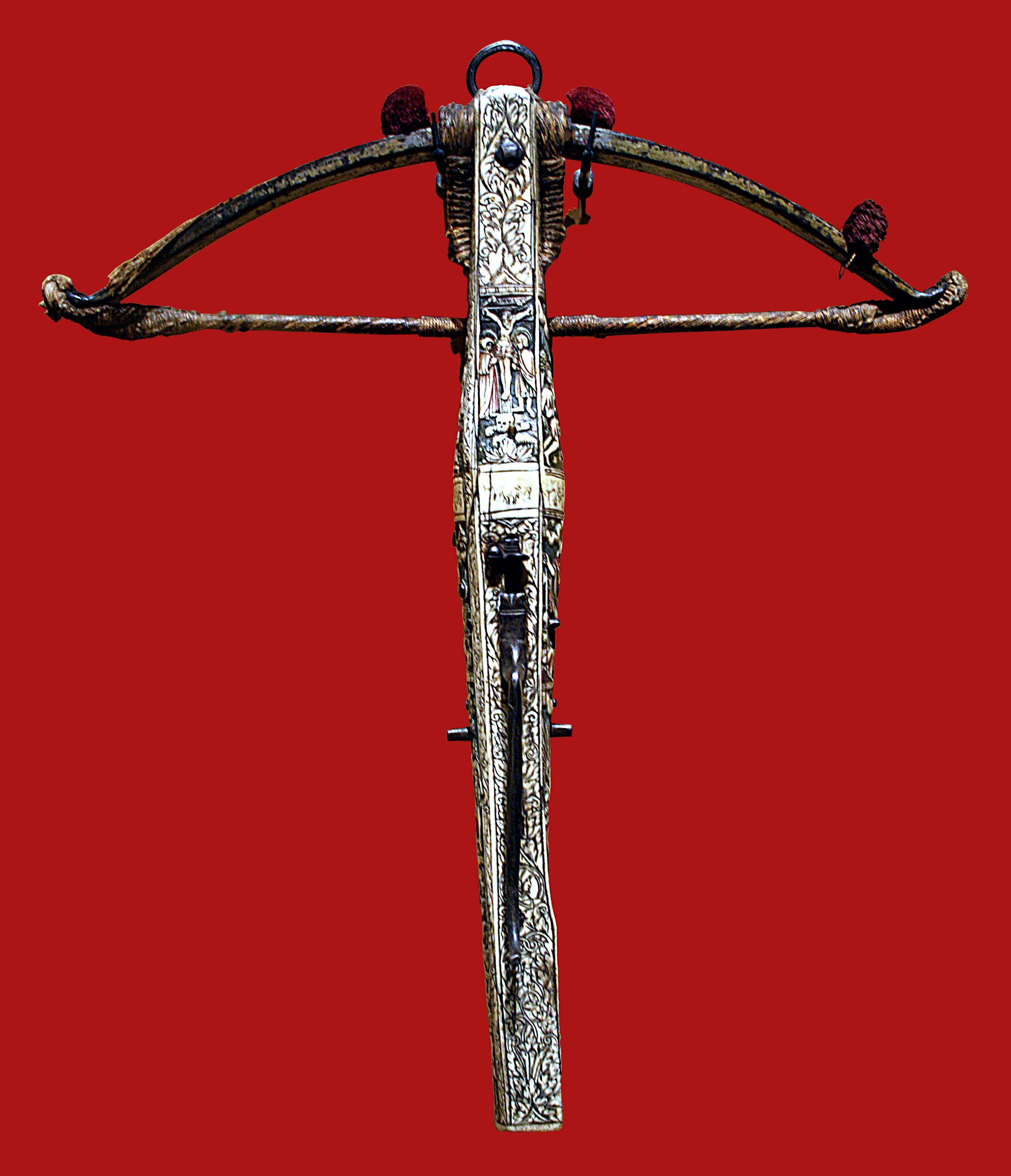
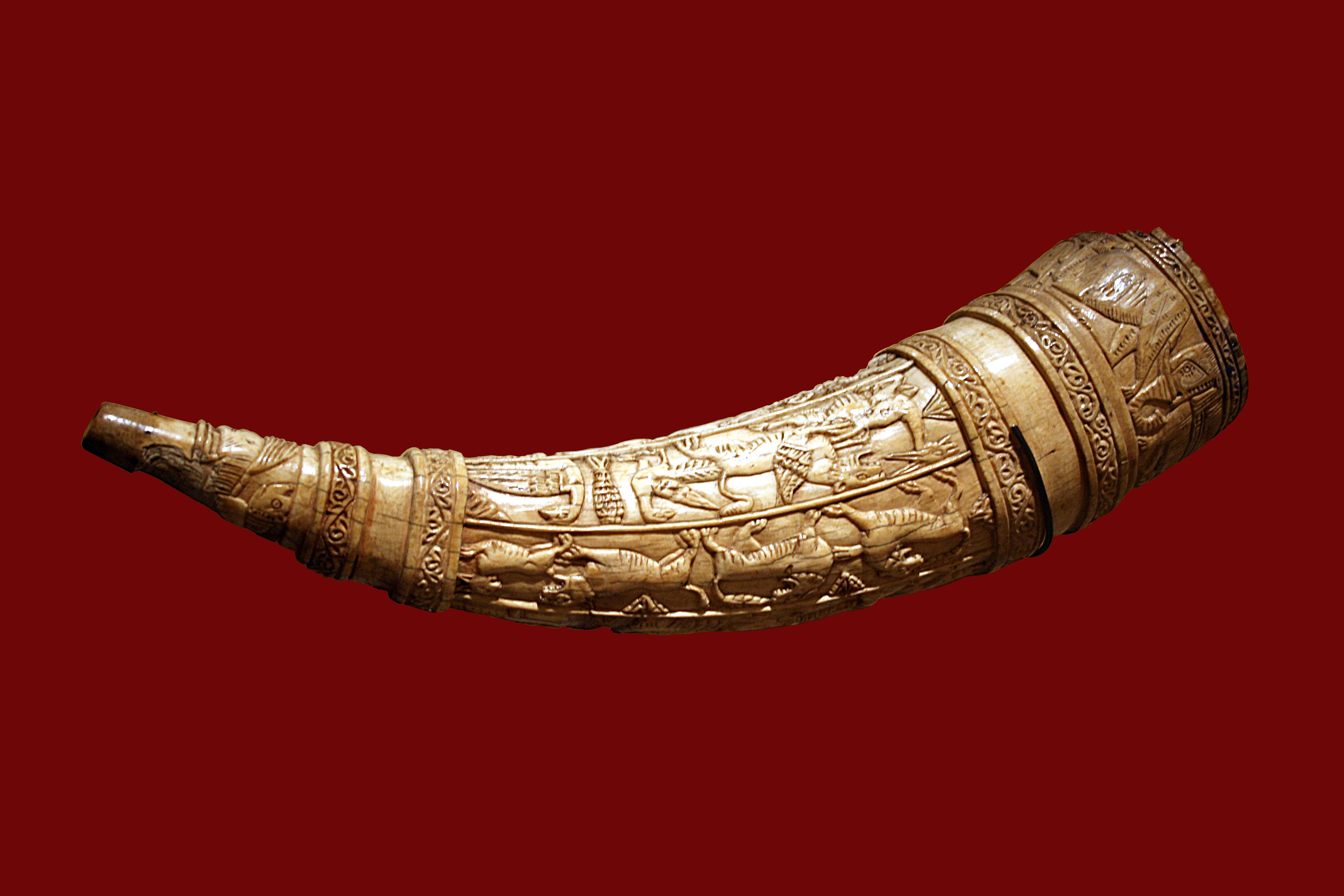
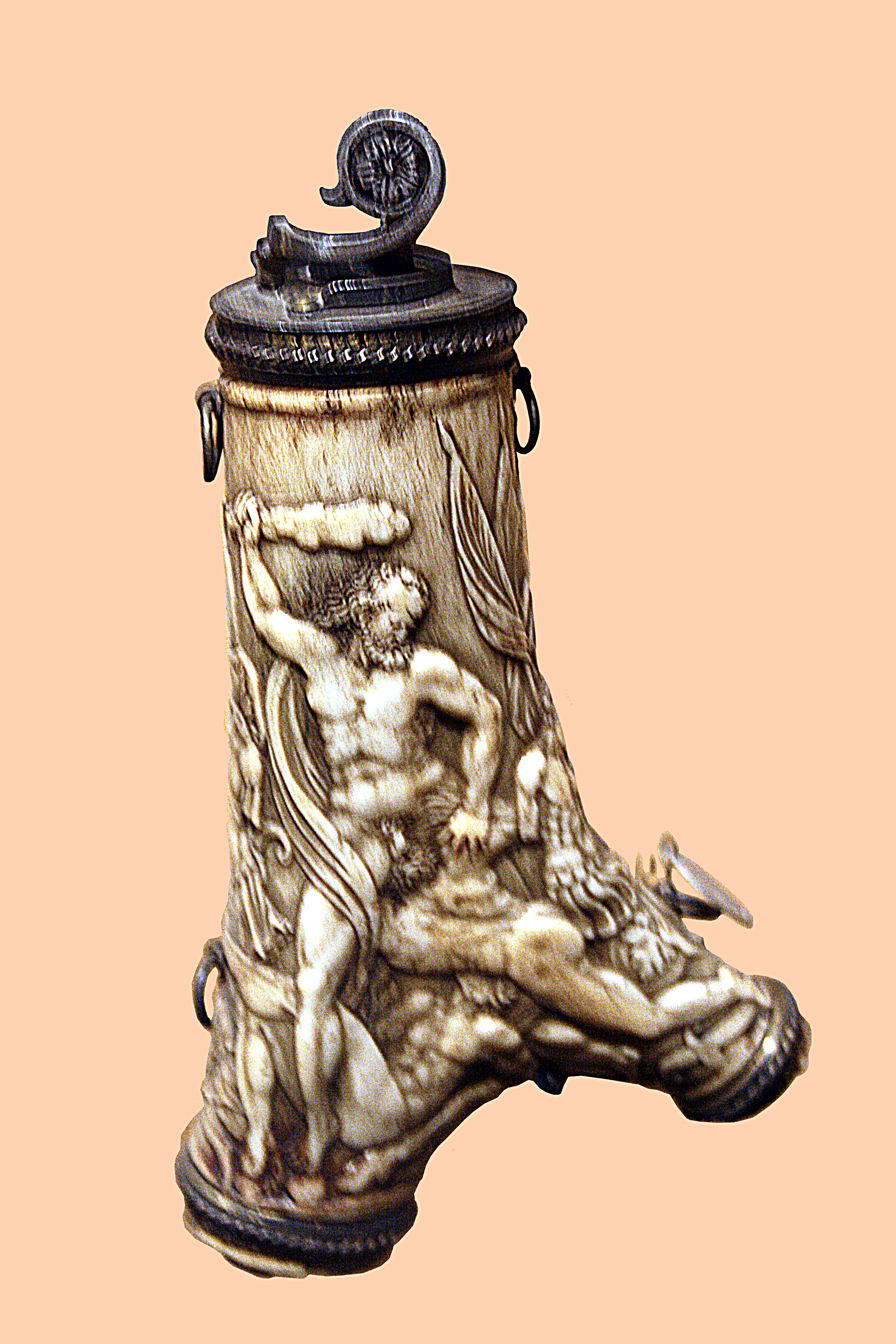
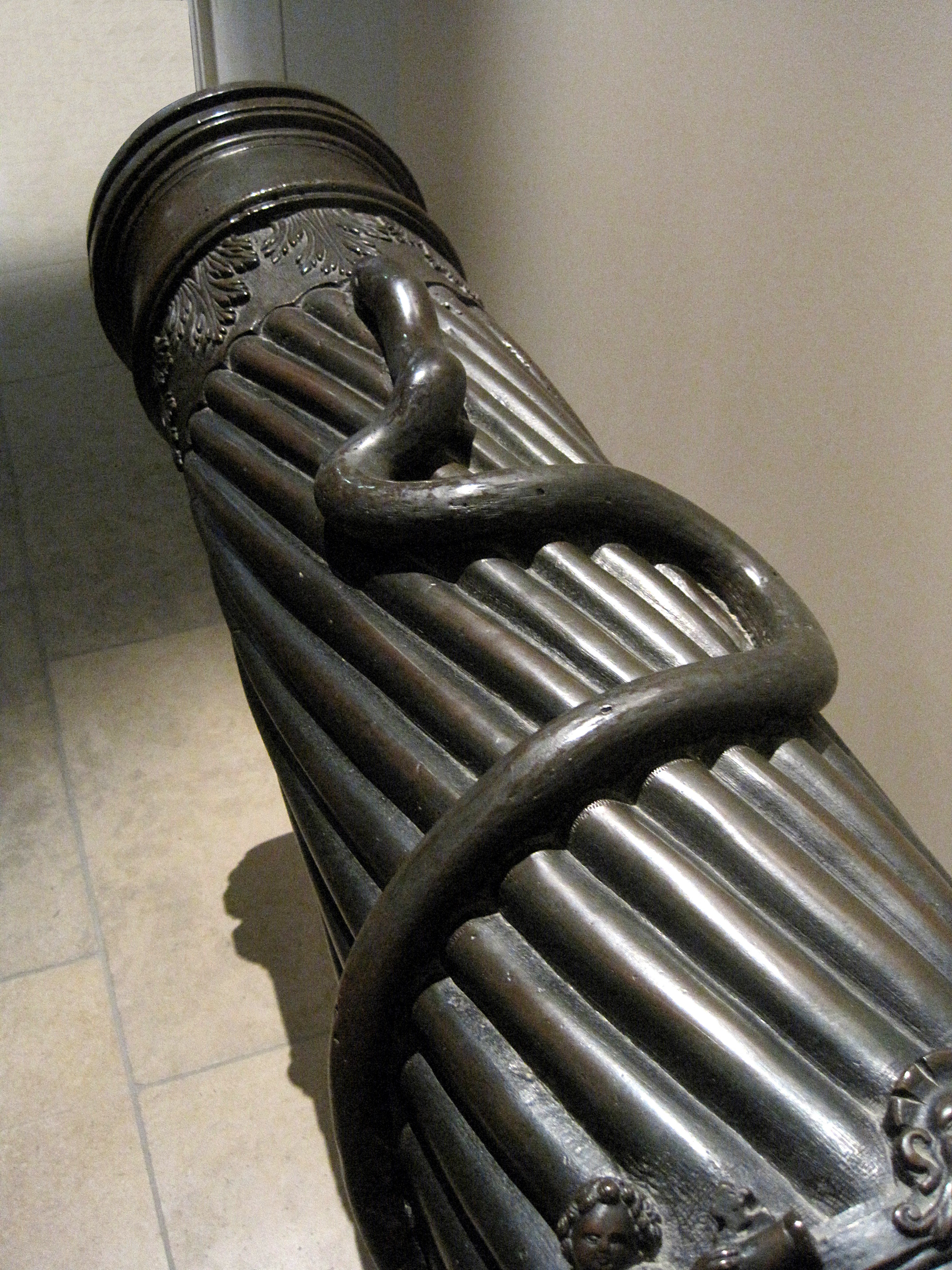
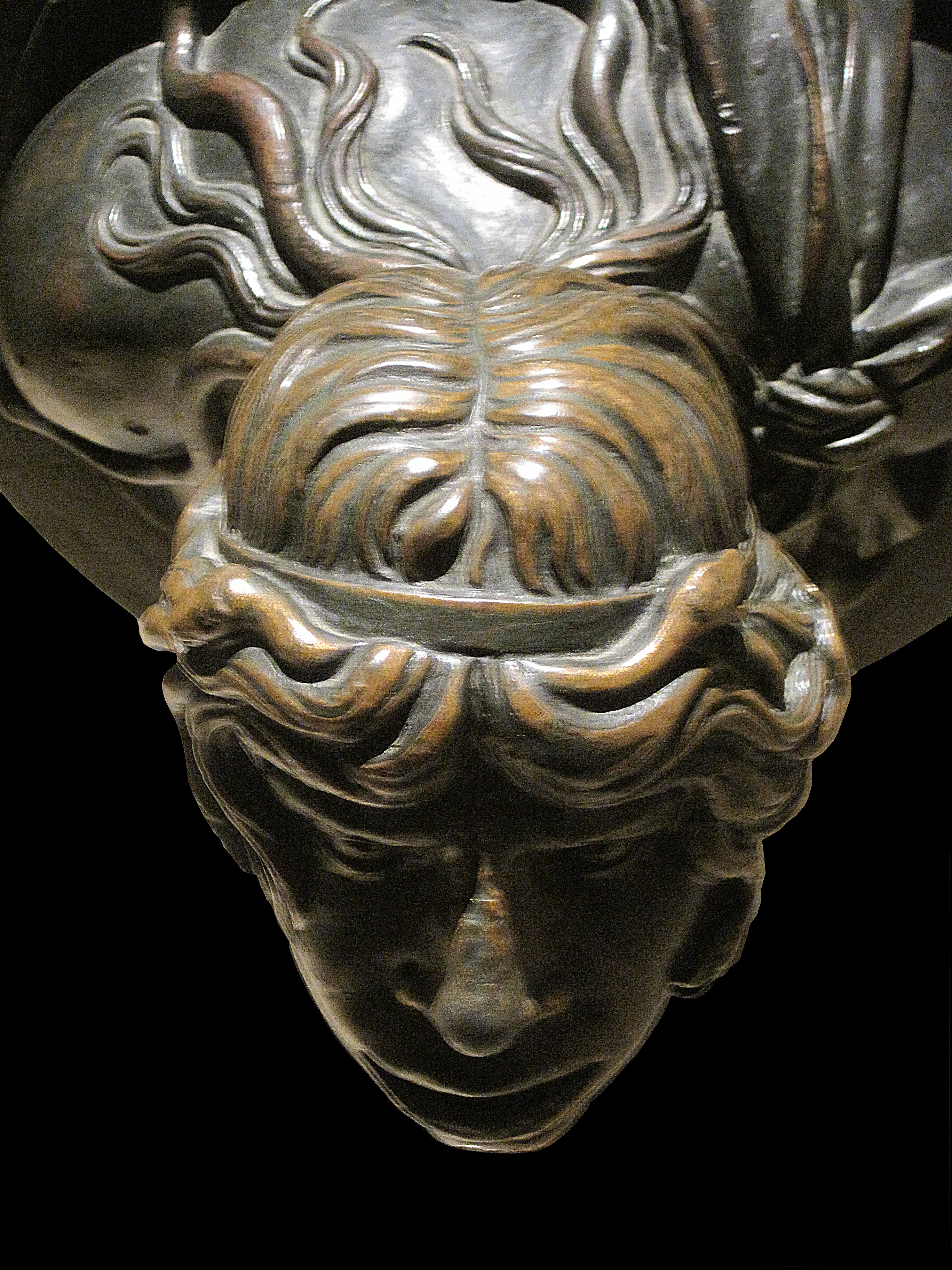
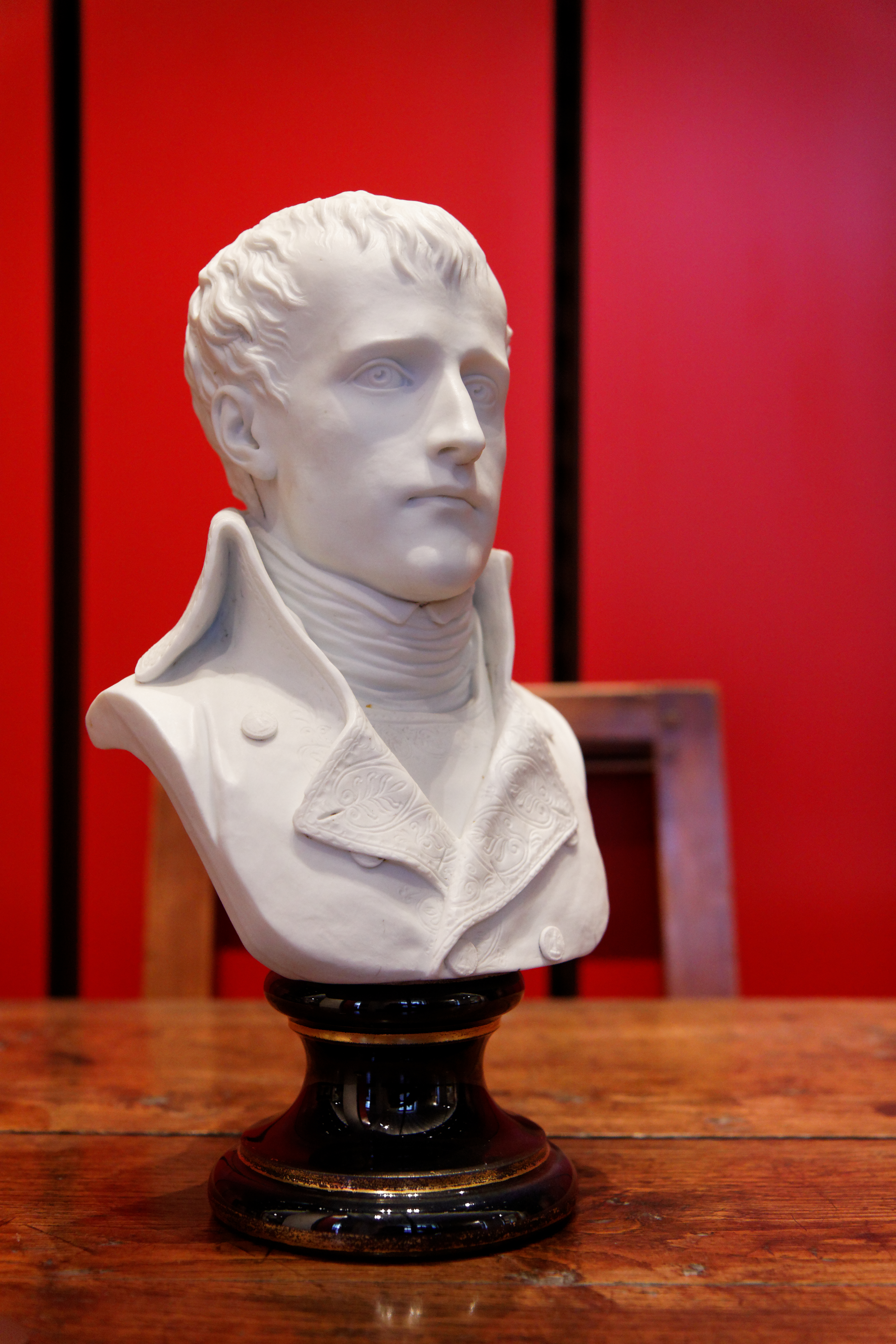
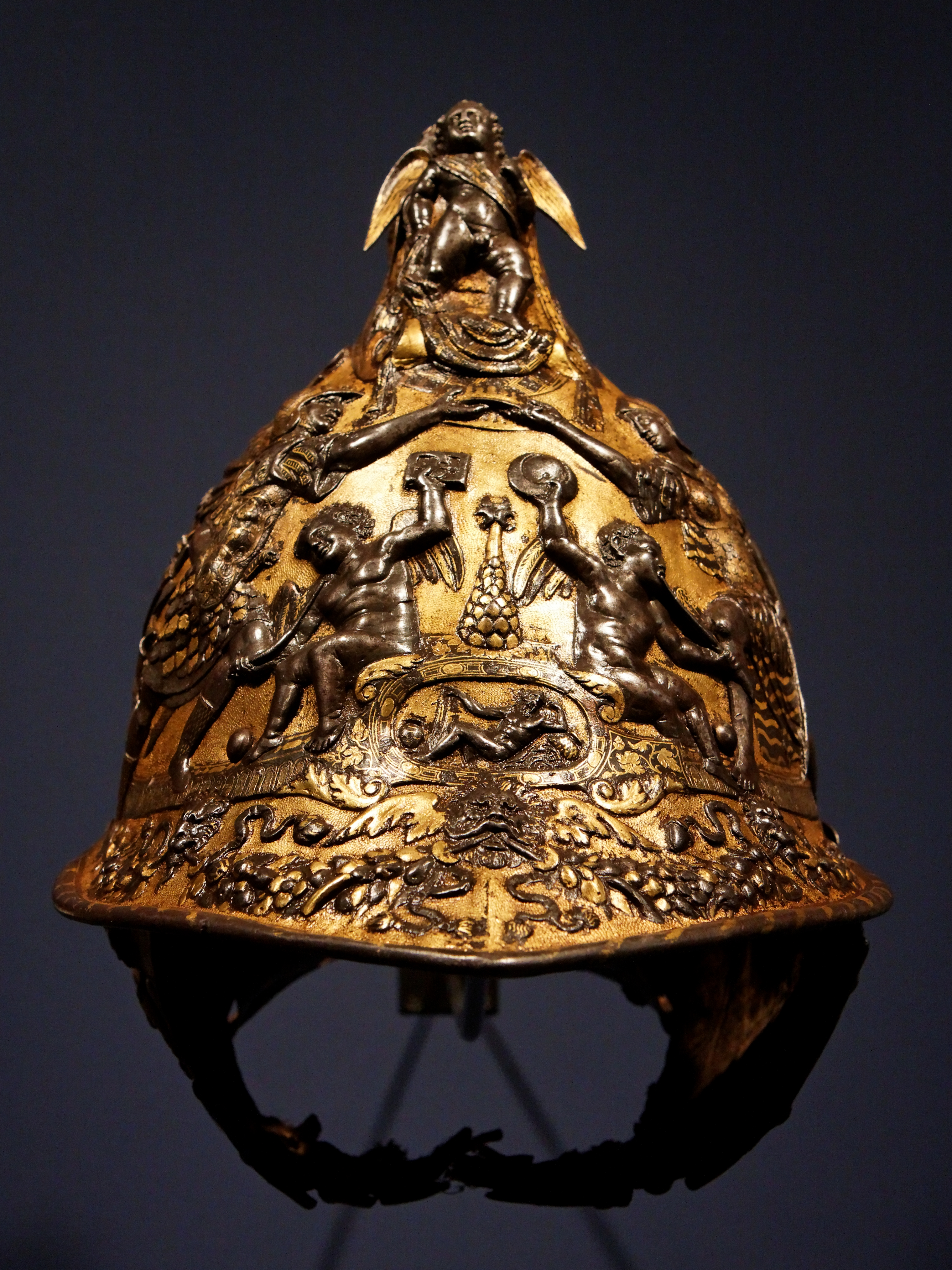
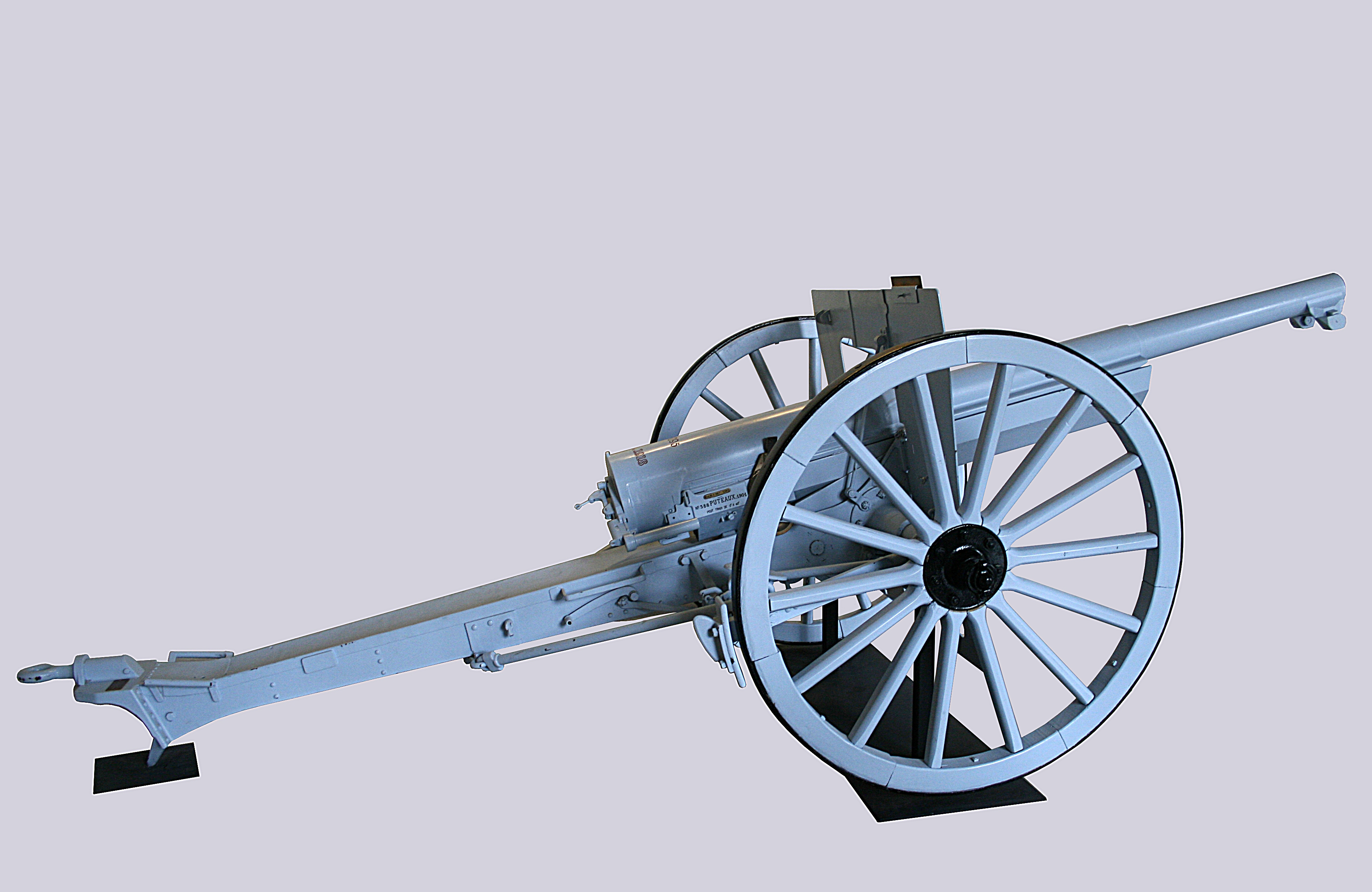
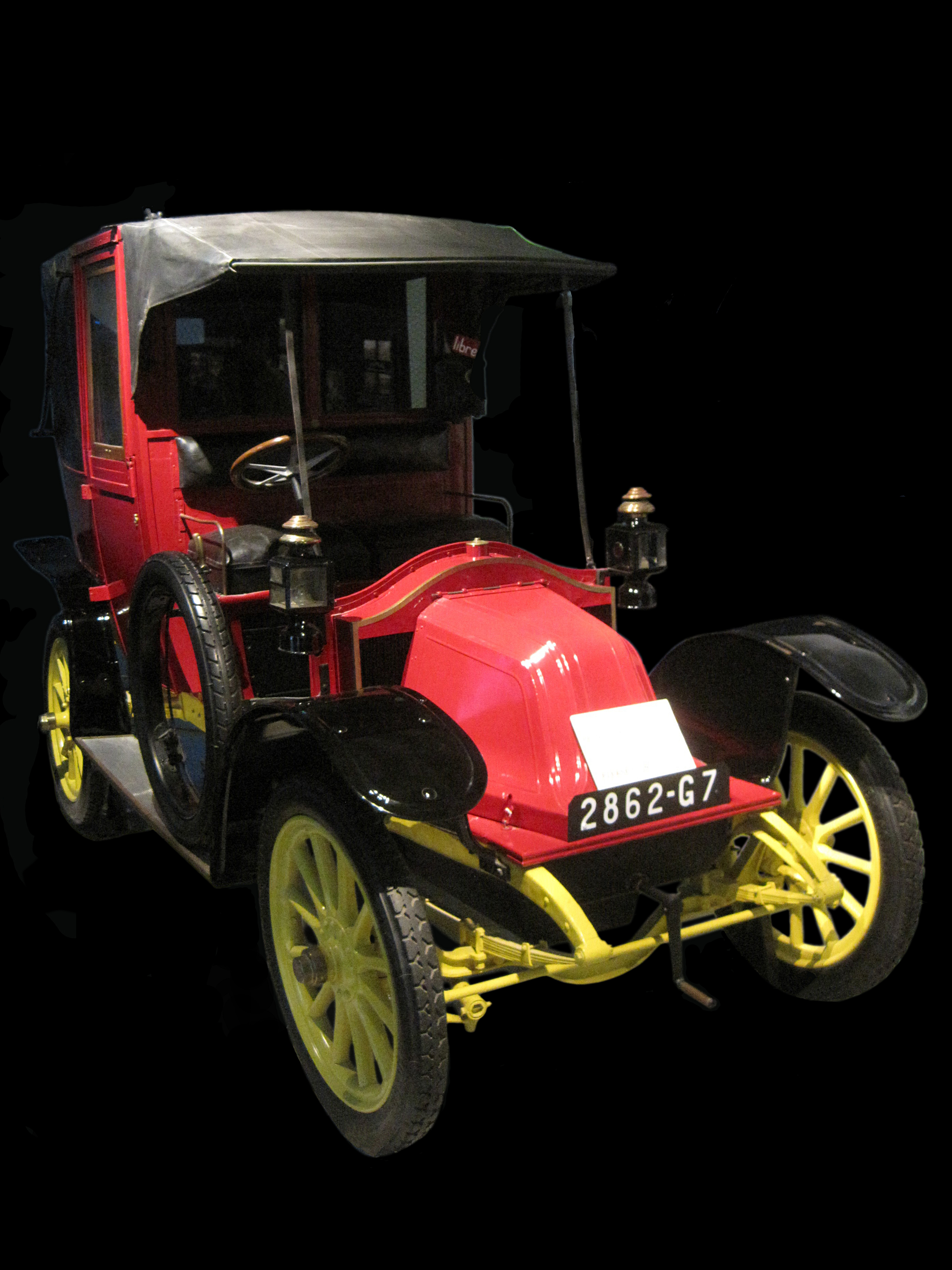
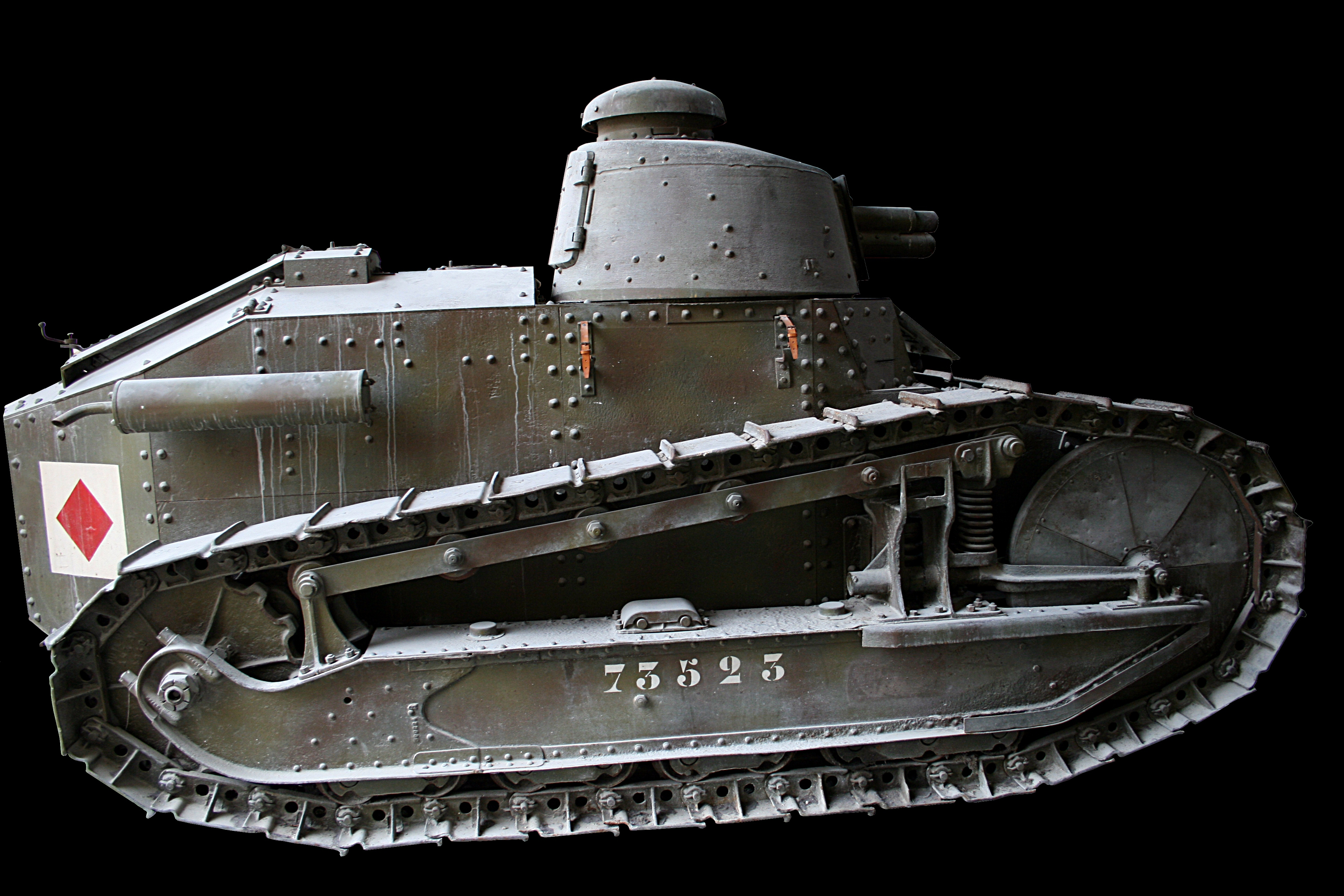
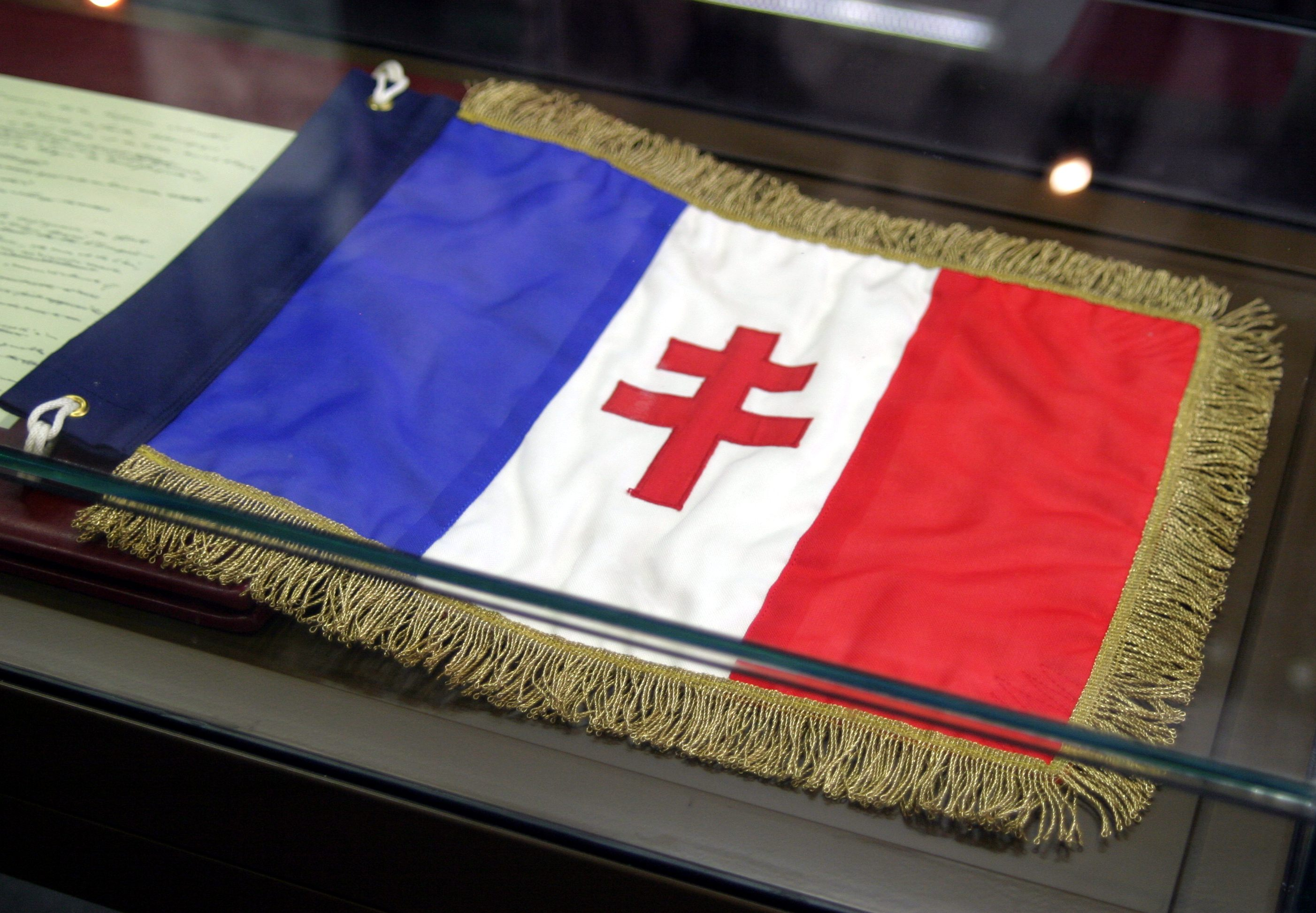
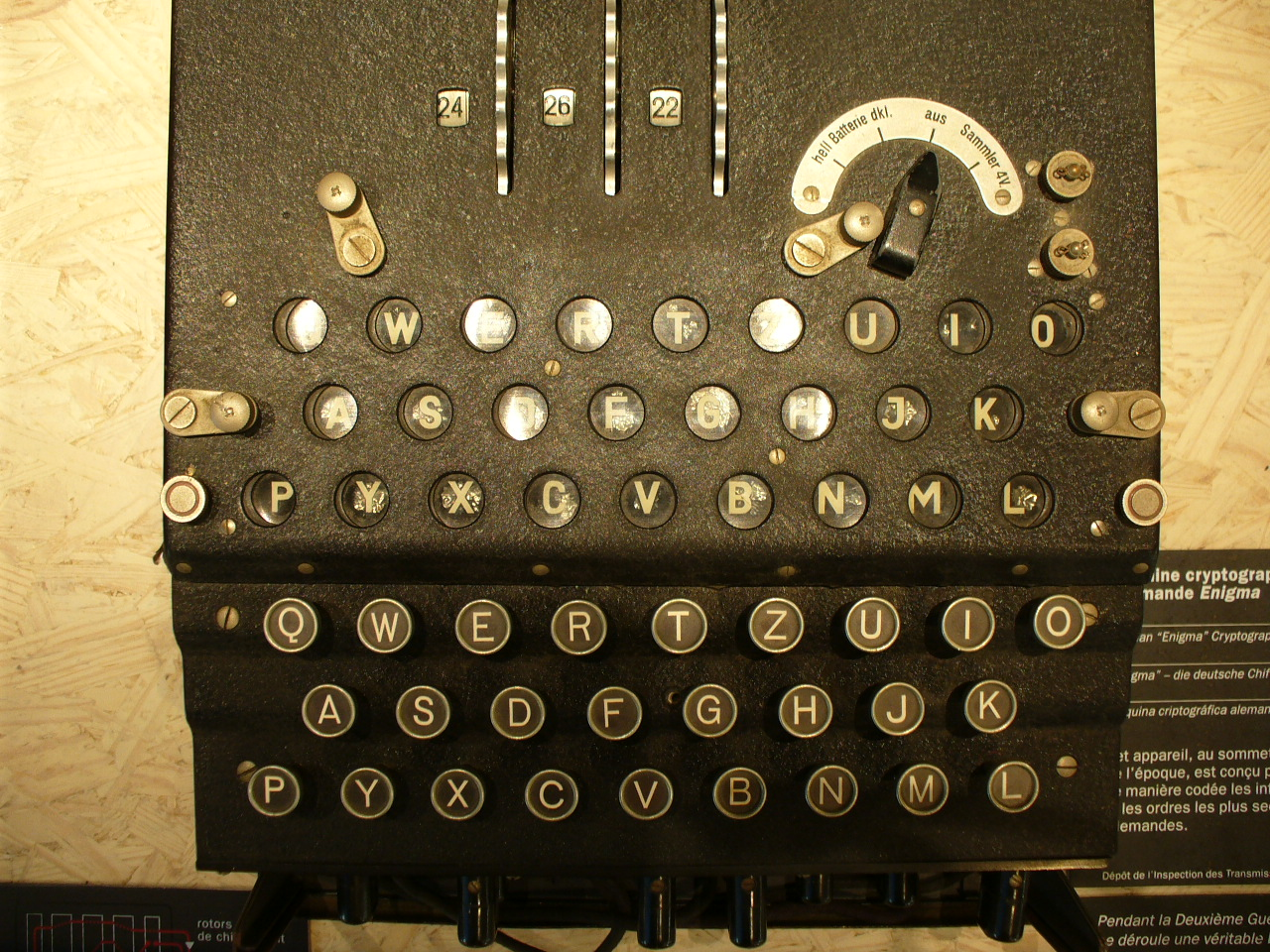